# Epte
Pour les articles homonymes, voir Epte (homonymie).
L'Epte est une rivière française, affluent en rive droite de la Seine. Longue de 112,51 kilomètres, elle naît dans la Seine-Maritime, dans le pays de Bray, près de Forges-les-Eaux, et rejoint la Seine près de Giverny, dans l’Eure. La rivière marque la limite entre la Normandie et l'Île-de-France ; cette situation géographique a marqué profondément son histoire au Moyen Âge, avec la construction de toute une série de places fortes sur chacune de ses rives.

## Histoire

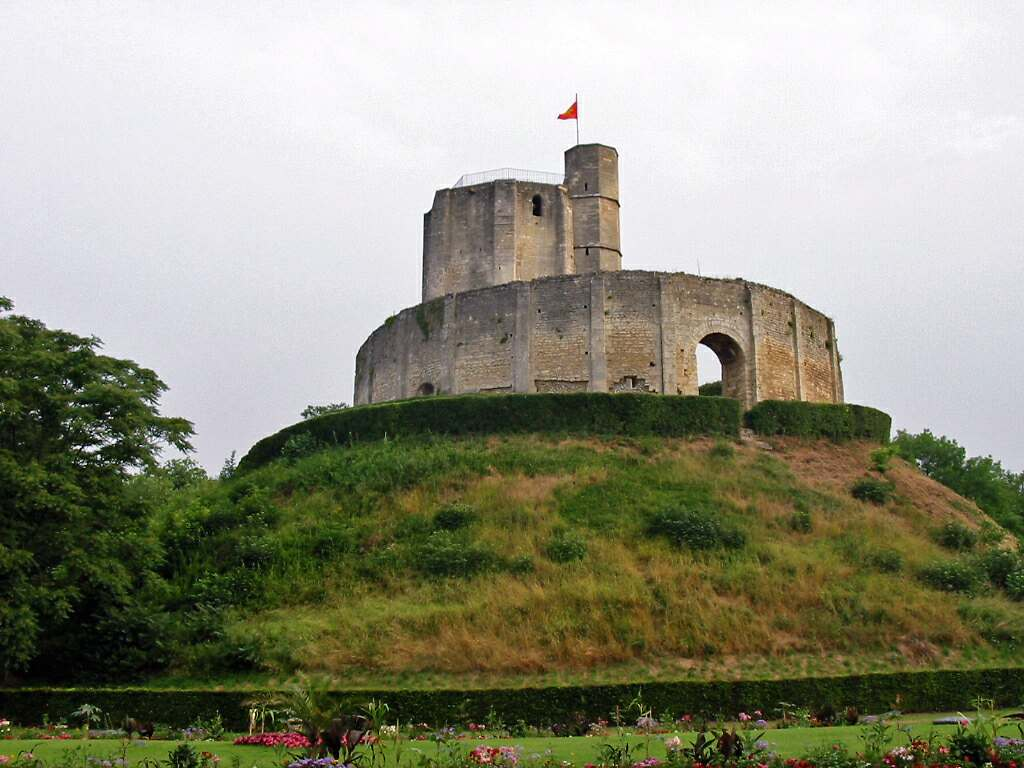
Vue du donjon du château de Gisors.

Cette rivière forme la frontière historique entre la Normandie et la France, puis l’Île-de-France, depuis le traité de Saint-Clair-sur-Epte signé en 911 par Charles III le Simple et Rollon, chef viking. À l'occasion de cet accord, les aventuriers du Nord reçurent les territoires compris entre le cours de l'Epte et celui de la Dives, à savoir le Vexin à l'ouest de la rivière, désormais appelé Vexin normand, le Pays de Caux, le Roumois, l'Évrecin, le Lieuvin et le Pays d'Auge. La signature de ce traité donna lieu à un épisode cocasse, relaté par une chronique anonyme, dont fut victime le roi de France : Rollon refusant de baiser les pieds du souverain, pourtant son suzerain.

« Celui qui reçoit un tel don, lui disaient les évêques, doit baiser le pied du Roi.
Jamais, répondit-il, je ne fléchirai le genou devant quelqu'un, ni ne baiserai son pied.
Cependant, poussé par les prières des Francs, il ordonna à l'un de ses guerriers de le faire à sa place,
Celui-ci saisit le pied du Roi et le porta à sa bouche, mais il le baisa sans s'incliner et fit tomber le Roi à la renverse.
De là de grands éclats de rire, un grand tumulte dans la foule.... »

Zone frontalière, la vallée de l'Epte se couvrit de mottes castrales surmontées de tours de surveillance, puis de châteaux forts ; quelque peu en arrière, une seconde ligne de forteresses servait de couverture en cas d'attaque. Du côté normand, la première ligne de fortification s'organisait autour du puissant château de Gisors encadré par les ouvrages secondaires de Gournay-en-Bray, Neuf-Marché au nord, Neaufles-Saint-Martin, Dangu, Château-sur-Epte, Baudemont, et Gasny au sud. Ce premier rideau était complété par une seconde série de places fortes édifiées le long de la vallée de l'Andelle, à Radepont et à Douville-sur-Andelle, mais également par un réseau intermédiaire de forteresses : châteaux d'Étrépagny, de Lyons-la-Forêt et surtout des Andelys (le célèbre Château-Gaillard), tours de guet sur mottes à Hacqueville et à Longchamps. Du côté français, la ligne de défense s'appuyait sur les ouvrages militaires de Gerberoy, Trie-Château, Chaumont-en-Vexin, Courcelles-lès-Gisors, Boury-en-Vexin, Saint-Clair-sur-Epte et La Roche-Guyon, ce dernier près de la confluence de l'Epte et de la Seine.
La vallée de l'Epte et le Vexin furent ravagés pendant plus de deux siècles et demi (surtout entre 1087 et 1204) par des combats incessants, des pillages, des dévastations ; ce fut l'annexion de la Normandie au royaume de France par Philippe Auguste en 1204 qui amena la paix. La région n'en avait pas pour autant terminé avec les malheurs de la guerre car elle fut de nouveau ruinée par la guerre de Cent Ans qui, conjuguée à l'épidémie de peste noire, entraîna déclin démographique et déprise agricole. Sa reconquête définitive par les Français, en 1449, mit un terme à ces périodes sombres.

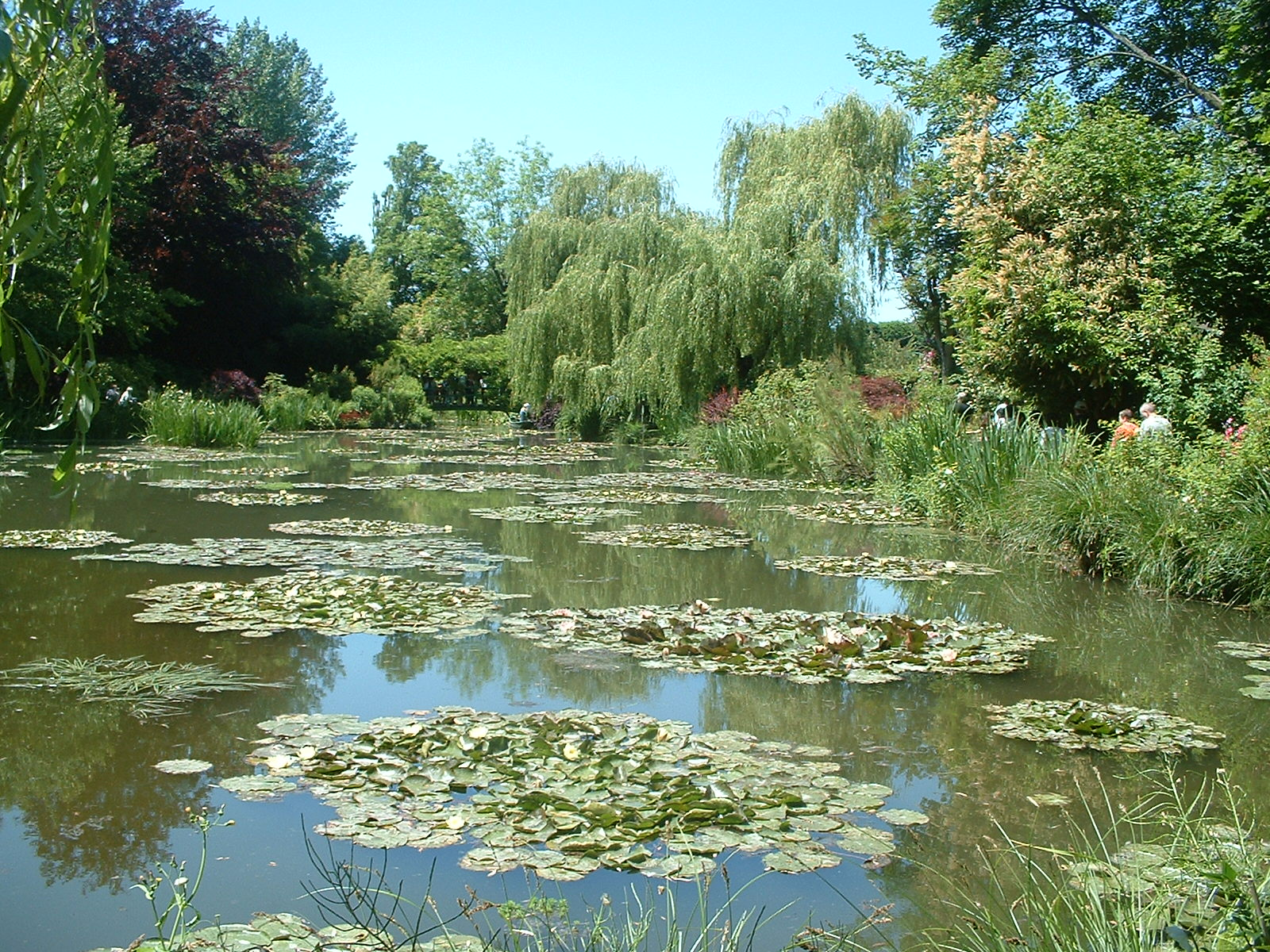
L'étang aux nympheas de Claude Monet alimenté par un bras de l'Epte à Giverny.

## Géographie

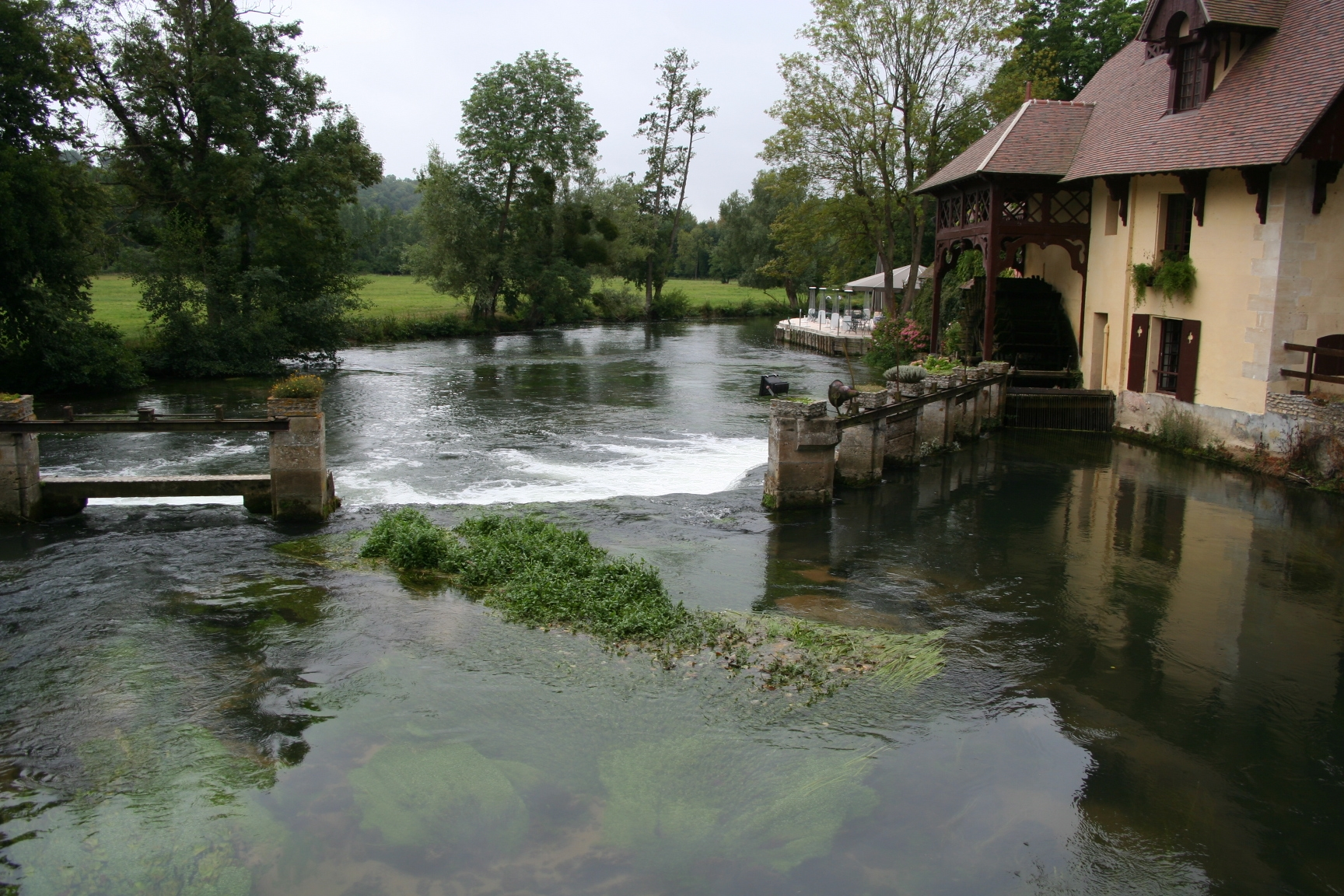
L'Epte au moulin de Fourges.

L'Epte prend sa source à Compainville, à côté de Thil-Riberpré et Serqueux, à quelques kilomètres au nord de Forges-les-Eaux (Seine-Maritime), au sud du Mont Bénard (232 m), à 192 mètres d'altitude.
Elle coule d'abord en direction du sud-est. Peu après Gournay-en-Bray, elle s'oriente vers le sud. À Gisors, elle prend brusquement vers l'ouest avant de reprendre la direction du sud à Beausséré (hameau de Courcelles-lès-Gisors). Par la suite, elle longe Saint-Clair-sur-Epte, Gasny et Giverny.
Sur la quasi-totalité de son parcours, elle marque la limite entre la Normandie, d'une part, et les Hauts-de-France et l'Île-de-France d'autre part, séparant d'abord la Seine-Maritime de l'Oise, puis, à partir de Bouchevilliers, marquant la limite de l'Eure avec successivement l'Oise, le Val-d'Oise et les Yvelines.
Elle conflue entre les communes de Limetz-Villez et Giverny avec la Seine à l'altitude 19 mètres, avec un bras au nord, qui la sépare de la commune de Sainte-Geneviève-lès-Gasny et, en face, de Port-Villez.

### Communes traversées
Dans les cinq départements de l'Eure, l'Oise, la Seine-Maritime, les Yvelines et le Val-d'Oise, l'Epte traverse quarante-trois communes (dans le sens amont vers aval) :
Compainville (source), Le Thil-Riberpré, Serqueux, Forges-les-Eaux, La Bellière, Saumont-la-Poterie, Haussez, Ménerval, Doudeauville, Dampierre-en-Bray, Gancourt-Saint-Étienne, Cuy-Saint-Fiacre, Molagnies, Saint-Quentin-des-Prés, Ferrières-en-Bray, Gournay-en-Bray, Saint-Germer-de-Fly, Ernemont-la-Villette, Saint-Pierre-es-Champs, Neuf-Marché, Bouchevilliers, Talmontiers, Amécourt, Sérifontaine, Bazincourt-sur-Epte, Éragny-sur-Epte, Gisors, Neaufles-Saint-Martin, Courcelles-lès-Gisors, Dangu, Boury-en-Vexin, Guerny, Saint-Clair-sur-Epte, Château-sur-Epte, Montreuil-sur-Epte, Vexin-sur-Epte Bray-et-Lû, Amenucourt, Gasny, Gommecourt, Sainte-Geneviève-lès-Gasny, Giverny et Limetz-Villez (confluence).

### Toponymes
L'Epte a donné son hydronyme à six communes : Bazincourt-sur-Epte, Château-sur-Epte, Éragny-sur-Epte, Montreuil-sur-Epte, Saint-Clair-sur-Epte, Vexin-sur-Epte. La forme ancienne du nom était Itta au Xe siècle, puis Epta en 1119. D'une racine pré-latine *itt- que l'on retrouve aussi dans Iton, affluent rive gauche de l'Eure.

## Affluents
L'Epte a vingt-et-un affluents et un bras référencés au SANDRE (de l'amont vers l'aval) :
- le ruisseau des Burettes (rg[note 1]) 2,5 km sur les deux communes de Forges-les-Eaux et du Thil-Riberpré.
- le ruisseau de la Longue-Traine (rg) 3 km sur les deux communes de Forges-les-Eaux et du Thil-Riberpré.
- le ruisseau de Pont Bain (rd) 1,8 km sur la seule commune de Forges-les-Eaux.
- le ruisseau du Moulin Breteau (rg) 4,9 km sur les trois communes de La Bellière, Forges-les-Eaux et Longmesnil.
- le ruisseau de Saumont (rd) 3,4 km sur la seule commune de Saumont-la-Poterie.
- le ruisseau d'Halescourt (rg) 6,2 km sur les quatre communes de Gaillefontaine, Haussez, Pommereux et Saint-Michel-d'Halescourt.
- le ruisseau de Mésangueville (rd) (15 km) sur six communes et avec cinq affluents confluant à Dampierre-en-Bray
- le ruisseau des Rieux (rg) 6,9 km sur les quatre communes de Ferrières-en-Bray, Gournay-en-Bray, Hécourt et Saint-Quentin-des-Prés.
- le ruisseau d'Auchy (rg) 6,6 km sur les trois communes de Ferrières-en-Bray, Hannaches et Villers-sur-Auchy.
- la Morette[12],[13] (rd) 10 km sur les quatre communes de Cuy-Saint-Fiacre, Elbeuf-en-Bray, Ferrières-en-Bray et Gournay-en-Bray, avec un affluent :
  - le ruisseau du Mont-Louvet, 4,4 km sur les trois communes de Brémontier-Merval, Cuy-Saint-Fiacre et Elbeuf-en-Bray.
- le ruisseau de Goulancourt (rg) 7,9 km sur les quatre communes de Ferrières-en-Bray, Saint-Germer-de-Fly, Senantes et Villers-sur-Auchy, avec un affluent :
  - le Fossé des Pères (rd) 2 km sur les deux communes de Saint-Germer-de-Fly et Villers-sur-Auchy avec un affluent :
    - le ruisseau des Près de Hagron (rd) 2,6 km sur la seule commune de Villers-sur-Auchy.
- la Troesne (rg) (27 km) sur douze communes et deux départements avec cinq affluents et confluant à Gisors
- le Réveillon (rg) (11 km) sur six communes et deux départements avec un affluent et confluant à Gisors
- la Levrière (rd) (24 km) sur neuf communes et deux départements avec un affluent et confluant à Neaufles-Saint-Martin
- le ruisseau d'Hérouval (rg) 6,3 km sur les quatre communes de Boury-en-Vexin, Guerny, Montjavoult et Vaudancourt.
- l'Aubette de Magny (rg) (16 km) sur six communes et deux départements et confluant à Bray-et-Lû
- le ru de Chaussy (rg) 5,1 km sur les trois communes de Bray-et-Lû, Vexin-sur-Epte et Chaussy.
- le ru de Roconval (rg) 3,7 km sur les trois communes de Amenucourt, Vexin-sur-Epte et Gasny.
- le bras de l'Epte (rg) 0,7 km sur les deux communes de Guerny et Saint-Clair-sur-Epte avec un affluent :
  - le ruisseau le Cudron (rg) 10 km sur les trois communes de Buhy, Parnes et Saint-Clair-sur-Epte.

## Hydrologie
L'Epte présente un régime pluvial océanique typique avec un étiage estival et un maximum hivernal, son débit est modeste : 9,8 m3/s à Gommecourt, à la confluence avec la Seine.
Comme la plupart des cours d'eau de l'extrémité ouest du bassin versant de la Seine, l'Epte est une rivière remarquablement régulière.

### L'Epte à Vexin-sur-Epte
Son débit moyen annuel, calculé sur 48 ans à Vexin-sur-Epte (de 1961 à 2008), est de 9,3 m3/s pour une surface de 1 403 km2, soit près de 95 % de la totalité du bassin.
La rivière présente un régime très régulier, avec de faibles fluctuations saisonnières de débit. Les hautes eaux sont hivernales et poussent les moyennes mensuelles à un niveau de 10,5 à 12,7 m3/s de décembre à avril inclus. Les basses eaux d'été, d'août à octobre, restent confortables et caractérisées par une faible baisse du débit moyen mensuel, jusque 6,26 m3/s au mois d'août.

### Étiage ou basses eaux
Aux étiages, le VCN3 peut chuter à 3,5 m3/s, en cas de période quinquennale sèche, ce qui reste relativement fort élevé.

### Crues
Les crues sont généralement peu importantes mais nullement inexistantes. Ainsi le débit instantané maximal enregistré a été de 50,7 m3/s le 24 mars 2001, tandis que la valeur journalière maximale était de 48,8 m3/s le même jour. Le QIX 10 est de 38 m3/s, le QIX 20 de 43 m3/s et le QIX 50 de 50 m3/s. Les QIX 2 et QIX 5 valent quant à eux respectivement 25 et 33 m3/s. D'où il ressort que les crues de mars 2001 étaient cinquantennales.

### Lame d'eau et débit spécifique
La lame d'eau écoulée dans le bassin est de 210 millimètres annuellement, un peu inférieure à la moyenne du bassin versant de la Seine (220 millimètres/an), mais nettement inférieure à la moyenne française (environ 300 millimètres/an). Le débit spécifique (ou Qsp) atteint 6,6 litres par seconde et par kilomètre carré de bassin.

## L'Epte dans la peinture
Parmi les localités arrosées par l’Epte figure Giverny, où le peintre Claude Monet vécut plus de quarante ans (de 1883 à 1926) et y aménagea un jardin aquatique, avec un étang aux nénuphars et son célèbre pont japonais, en faisant détourner un bras de l’Epte. La rivière figure dans plusieurs de ses œuvres, notamment la série des « Peupliers au bord de l’Epte ».
Un autre peintre impressionniste, Camille Pissarro, a quant à lui vécu et peint à Éragny-sur-Epte (Tableaux sur Commons).
Fourges héberge depuis 2013 le Concours international de peinture grand format à Fourges, une des manifestations du festival Normandie impressionniste 2016.

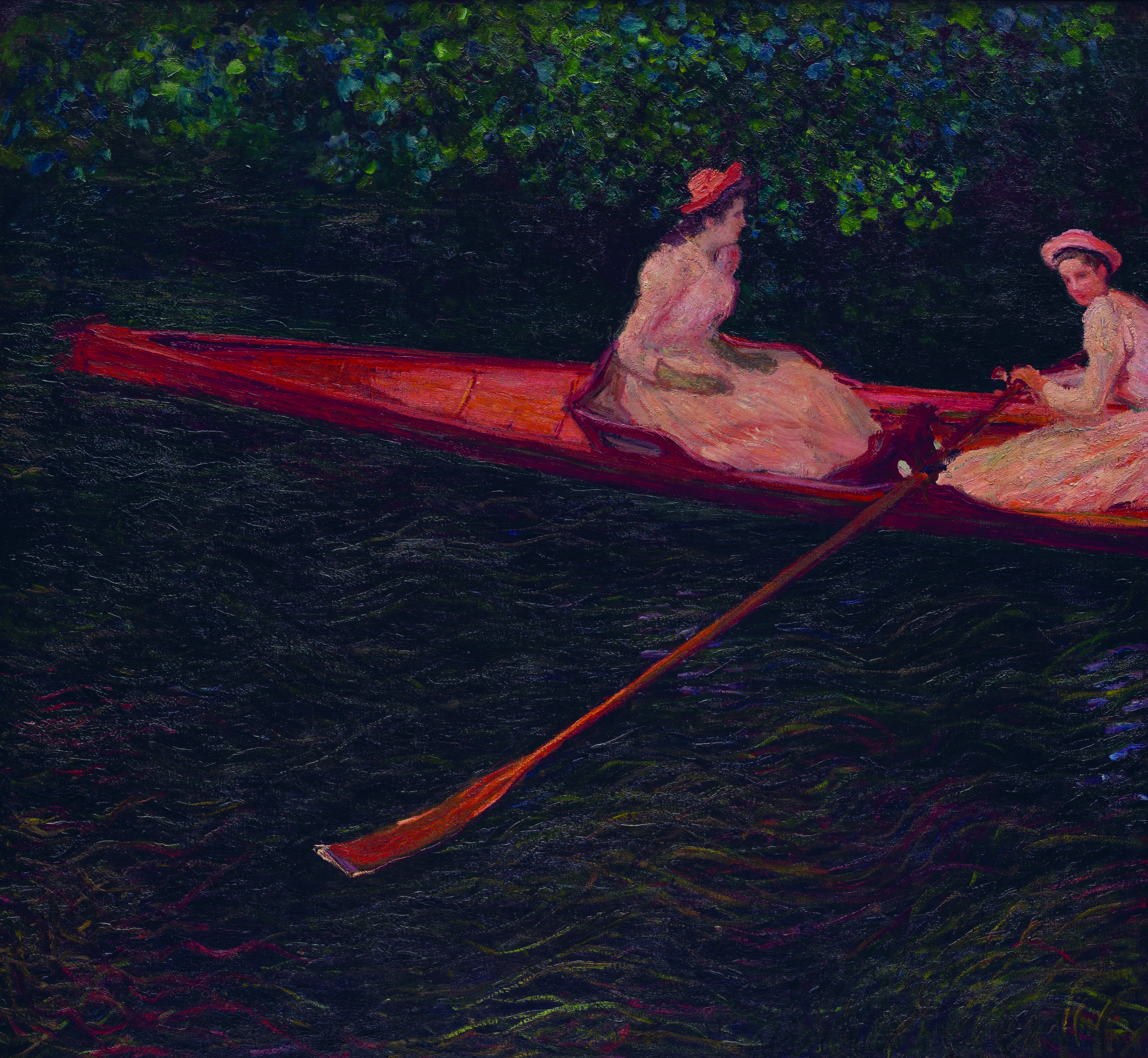
En canot sur l'Epte par Claude Monet (Huile sur toile Musée d'Art de São Paulo).
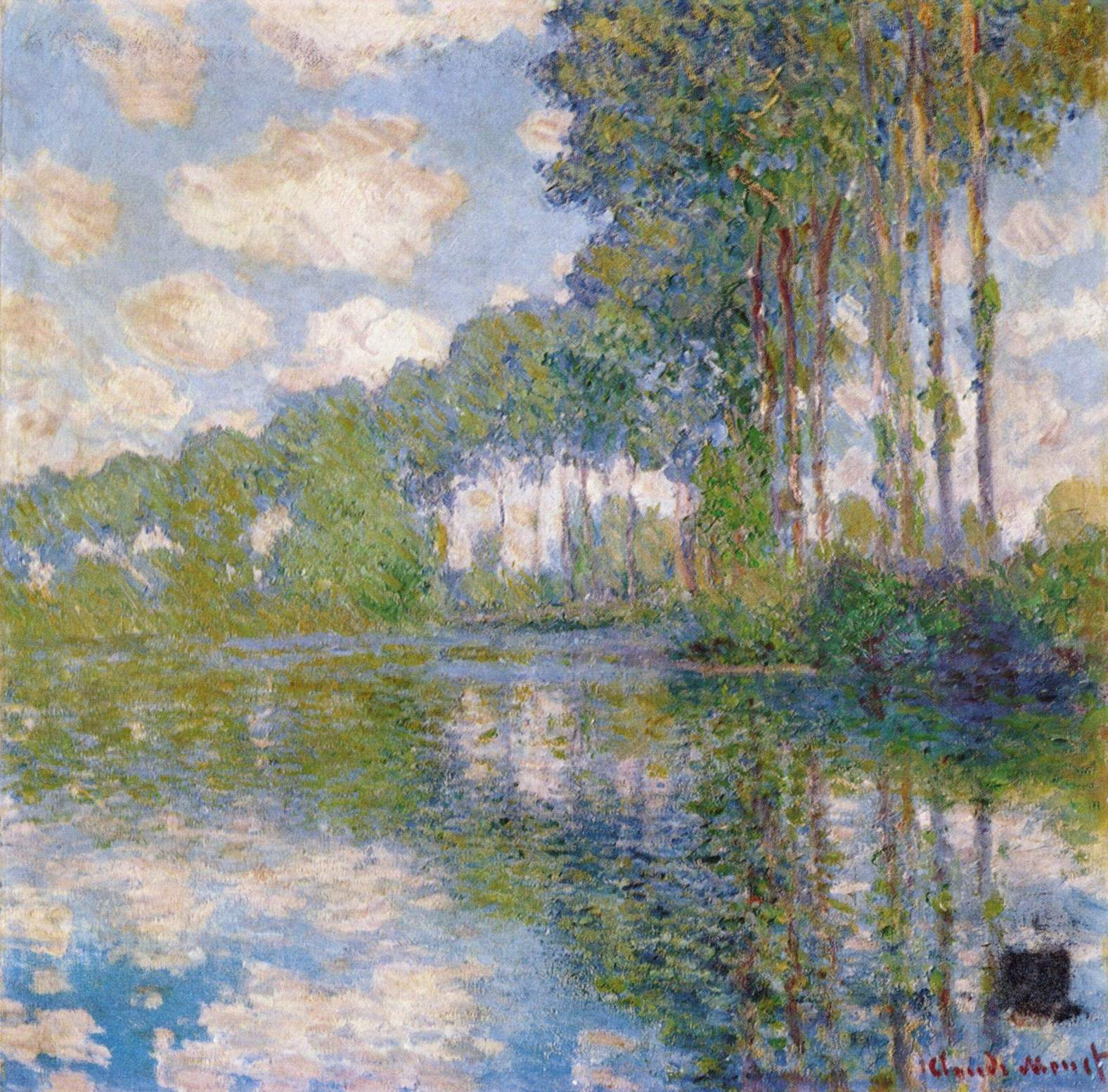
Peupliers au bord de l'Epte par Claude Monet (huile sur toile National Gallery of Scotland).